# PGC 42160
LEDA/PGC 42160 ist eine spiralförmige Zwerggalaxie vom Hubble-Typ Sm im Sternbild Jungfrau am Nordsternhimmel. Sie ist schätzungsweise 45 Millionen Lichtjahre von der Milchstraße entfernt.